# Emil Gustavsson
Emil Gustavsson, född den 5 maj 1993 i Lidköping, är en svensk före detta skolpolitiker. Han var verksam inom organisationen Sveriges Elevkårer, som organiserar elevkårerna vid de svenska gymnasieskolorna. Mellan 1 januari 2015 och 1 januari 2017 var han  ordförande för organisationen. 
Emil Gustavsson var tidigare ordförande för Elevkåren på De la Gardiegymnasiet i Lidköping. Han var styrelsemedlem i Sveriges Elevråds Centralorganisation - SECO (nuvarande Sveriges Elevkårer) åren 2012-2013, och var därefter (2013-2015) sekreterare i styrelsen för Sveriges Elevkårer. Han efterträdde Mattias Hallberg på ordförandeposten.
I januari 2016 fanns han med på plats 22 när webbplatsen Makthavare.se publicerade en lista med 50 unga personer som spås kunna bli "framtidens makthavare".  Samma år placerades han på TCO:s lista över "Framtidens 99 mäktigaste".
Han har även varit ledamot av styrelsen för organisationen Mattecentrum.